# Tarjan (título)
Tarjan (en persa: ترخان; chino: 达 干; árabe: طرخان; deletreos alternativos Tarkhaan, Tarqan, Tarchan, Tarxan, Tarcan o Targan) es un antiguo título de Asia central utilizado por diversos por los pueblos Indo-Europeos (es decir, Iraníes y Tocarios) y altaicos (es decir, turco y mongol), especialmente en la época medieval, y destaca entre los sucesores del Imperio Mongol.